# Gustave Clément Nyoumba
Gustave Clément Nyoumba (mais conhecido em português como Gustavo Clemente) é um ex-jogador de futebol camaronês e atual treinador da Seleção São-Tomense de Futebol.
Clemente já havia treinado a Seleção dos Falcões e Papagaios entre 2011 e 2012, quando alcançou notáveis resultados.

## Ligações Externas
- Perfil no Soccerwpunter.com (em inglês)